# Roque Sevilla
Roque Simón Sevilla Larrea (Quito, 16 de julio de 1947) es un economista, empresario, ambientalista y político ecuatoriano, es Presidente del "Grupo Futuro" que aglutina a varias empresas que van desde Turismo, Seguros, etc. Fue concejal de Quito y entre 1998 y 2000, Alcalde Metropolitano de Quito.

## Biografía
Realizó sus estudios  en el Colegio Cardenal Spellman y luego en el Colegio Alemán.  
Estudió Economía en la Pontificia Universidad Católica de Ecuador, obteniendo el título de economista en 1984. 
Tiene una Maestría en Administración Pública en la Escuela de Gobierno John F. Kennedy de la Universidad de Harvard.[cita requerida]
En 1976, creó la "Fundación Natura".
En 1991, fue designado Director del Fondo Mundial para la Naturaleza (WWF) de los Estados Unidos.
En 1997, fue nombrado miembro del Directorio del Fondo Mundial para la Naturaleza Internacional (WWF-I).
Fue concejal del Distrito Metropolitano de Quito, en 1992. 
Fue asambleísta constituyente en 1998, y luego Alcalde de Quito hasta el año 2000.
En 2012, fue construyó e inauguró el hotel ecológico de lujo "Mashpi Lodge" en lo profundo del bosque del Chocó, un bosque nuboso en los Andes, 100 km al noroeste de Quito.